# Leo Insam
Leo Giuseppe Insam (Bolzano, 6 febbraio 1975 – 24 giugno 2023) è stato un hockeista su ghiaccio italiano.

## Biografia

### Club
Ha iniziato la sua carriera da professionista nell'HC Gardena nel 1992-93, e lì è rimasto due stagioni prima di andare in Canada per una stagione (1994-95) per poi tornare per un anno in Val Gardena.
Ha giocato poi per tre stagioni all'estero, in Austria (Klagenfurter AC, 1996-97), DEL (Düsseldorfer EG, 1997-98 e 1998-99), e WCHL (alcuni incontri del 1998-99).
Nel 1999-00 è tornato in Italia, all'Asiago Hockey AS. Con gli stellati rimase una sola stagione: si trasferì poi a Milano, dove coi Vipers, in 4 stagioni, ha vinto tutto: 3 scudetti, una Coppe Italia, 2 Supercoppe italiane.
Nella stagione 2004-05 ha firmato con l'HC Bolzano con cui, tra il 2004 e il 2009, ha vinto una Coppa Italia, 2 Supercoppe italiane ed uno scudetto. Nella primavera del 2008 ha subito un infortunio alla schiena che lo ha costretto ad un'operazione che lo ha tenuto lontano dal ghiaccio per cinque mesi. A metà della sua quinta stagione in biancorosso, nel gennaio 2009, è passato dal Bolzano all'HC Gherdëina (Serie A2), dove ha giocato sole cinque partite prima di infortunarsi gravemente ad una mano, rimanendo fuori per il resto della stagione. È stato poi confermato in rosa dai gardenesi.
Nel novembre del 2010, tuttavia, si è ritirato sempre a causa dei problemi alla schiena, che lo avevano tormentato nei due anni precedenti.

### Nazionale
Ha esordito in Nazionale il 31 gennaio 1994 in un incontro contro la Francia, e da allora ha fatto stabilmente del gruppo della nazionale, prendendo parte a sei edizioni del campionato mondiale, e a due edizioni dei giochi olimpici invernali (Lillehammer 1994 e Nagano 1998).

### Morte
Dopo il ritiro Insam aveva lavorato come albergatore. morto in doccia, nel giugno del 2023, all'età di 48 anni.

## Palmarès

### Club
- Campionato italiano: 4

Milano Vipers: 2001-2002, 2002-2003, 2003-2004
Bolzano: 2007-2008
- Coppa Italia: 2

Milano Vipers: 2002-2003
Bolzano: 2006-2007
- Supercoppa italiana: 4

Milano Vipers: 2001, 2002
Bolzano: 2007, 2008